# Agnes Skinnerová
Agnes Skinnerová je fiktivní postava z amerického animovaného seriálu Simpsonovi.
Agnes je postarší vdova, adoptivní matka ředitele Springfieldské základní školy Seymoura Skinnera. Poprvé se objevila v epizodě 1. řady Kyselé hrozny sladké Francie, tehdy ještě jako přátelská stará dáma. Později se její chování změnilo v zatrpklou ženu, která nemá ráda nikoho, včetně svého syna. Její křestní jméno prozradil inspektor Chalmers v 7. řadě v epizodě Udavač Bart.
Jejím zvykem je ostré ovládání Seymoura, se kterým zachází jako s malým dítětem. Nenechá mu žádnou příležitost ke schůzkám s jeho přítelkyní Ednou Krabappelovou ani s ženami celkově.
Ve volném čase ráda fotografuje koláče, a dokonce vlastní celé album fotografií koláčů. V dílu Pomsta červených rajčátek je členkou spolku Veselá červená rajčátka, který se pokusí ukrást panu Burnsovi jedno z jeho drahokamových velikonočních vajíček.

## Život
Její manžel Sheldon sloužil během 2. světové války spolu s Abem Simpsonem v pěším oddílu Létající pekelné ryby a zemřel při převržení loďky při oslavách dne veteránů.
Skutečný Seymourův otec je voják, do kterého se zamilovala na podzim roku 1951, ale on poté odjel do Koreje. Ona následující rok soutěžila na Olympijských hrách v Helsinkách v roce 1952 v disciplíně skok o tyči. Už byla v 9. měsíci těhotenství a zrovna ve chvíli, kdy se přenášela přes tyč, ji Seymour kopnul, čímž shodil tak tyč, a ona prohrála.
V epizodě Ředitel Skinner a seržant Skinner se do Springfieldu z války vrací Agnesin biologický syn, skutečný Seymour Skinner. Armin Tamzarian, jak se skutečně jmenoval, odjíždí do hlavního města. Agnes je ale rozčarovaná ze života s „novým“ synem a odjíždí rovněž do hlavního města, kde za svého syna přijímá zpět Armina Tamzariana. Spolu s dalšími obyvateli Springfieldu, kteří si oblíbili Tamzariana, přiváže skutečného Seymoura Skinnera k vagónu nákladního vlaku odjíždějícího ze Springfieldu a všichni pak přísahají, že o pravém Seymourovi již nikdy nebudou hovořit.
V epizodě Náhlá srdeční příhoda má milostný poměr s Komiksákem. V dílu Curlingová romance soutěžila v curlingu na Zimních olympijských hrách v roce 2010.